# Tarphius gibbulus
Tarphius gibbulus là một loài bọ cánh cứng trong họ Zopheridae. Loài này được Erichson miêu tả khoa học năm 1845.